# Strada statale 226 di Valle Scrivia
La ex strada statale 226 di Valle Scrivia (SS 226), ora strada provinciale 226 di Valle Scrivia (SP 226), è un'importante strada provinciale italiana.

## Storia
La strada statale 226 venne istituita nel 1959 con il seguente percorso: "Innesto S.S. n. 45 a Laccio - Montoggio - Casella - Innesto S.S. n. 35 a Busalla".
In seguito al decreto legislativo n. 112 del 1998, dal 2001 la gestione è passata dall'ANAS alla Regione Liguria che ha provveduto al trasferimento dell'infrastruttura al demanio della Provincia di Genova e, dal 2015, alla Città metropolitana di Genova.

## Percorso
Ha inizio a Laccio, frazione di Torriglia, dalla strada statale 45 di Val Trebbia, e permette di percorre per intero l'alta valle omonima; segue infatti il corso del torrente Scrivia, su un tracciato curvilineo e disagevole. Tocca i comuni di Montoggio e Casella, per giungere infine a Busalla, dove si immette sulla strada statale 35 dei Giovi.